# Theodor Reventlow
Theodor greve Reventlow (19. juli 1801 på Christiansholm – 4. februar 1873 på Jersbeck) var en holstensk godsejer og amtmand, bror til Eugen Reventlow.

## Uddannelse og virke
Han var søn af Cay Reventlow og dennes anden hustru og var født ved København, men da familien efter faderens udtrædelse af statstjenesten 1802 var flyttet til Kiel, opdroges sønnen der, blev student 1818 og tog 1822 juridisk eksamen i Glückstadt, blev 1825 auskultant i Tyske Kancelli, 1827 hofjægermester, 1828 attaché ved gesandtskabet i Sankt Petersborg, 1832 Ridder af Dannebrog og 1834 amtmand i Cismar Amt. 1838 tog han sin afsked, og 1840 valgtes han til provst for Sankt Hans Kloster i Slesvig by, hvilken stilling han nedlagde 1847. Efter 1840 at have købt godserne Jersbek og Stegen i Holsten blev han 1841 kammerherre.

## Politiker
1840 var Reventlow blevet medlem af Slesvig stænder som kongevalgt medlem, og 1846 var han forsamlingens vicepræsident. Som stændermedlem indtog den konservative aristokrat en moderat holdning i nationalitetsstriden, og 1844 modsatte han sig Gülichs forslag om indførelse af en konstitutionel forfatning på basis af landsrettighederne.
Han spillede ikke nogen fremtrædende rolle 1848 i den slesvig-holstenske landsforsamling, og det var vel nærmest fætteren Friedrich Reventlou, der i oktober 1848 fik ham sat i spidsen for den såkaldte fællesregering, der ved sit underfundige spil umuliggjorde enhver forståelse, hvorved krigens genudbrud 1849 blev uundgåeligt. I marts 1849 blev så fællesregeringen afløst af statholderskabet med Friedrich Reventlou i spidsen. 1855 blev Reventlow atter medlem, nu af de holstenske stænder, og optrådte også her som yderliggående slesvig-holstener, navnlig ledede han angrebene på Ludvig Nicolaus von Scheele, hvem han forlangte fjernet som holstensk minister. Stænderne valgte ham 1856 ind i Rigsrådet, hvor han støttede Carl Scheel-Plessen, men fra et mere absolutistisk standpunkt. Han ville overhovedet ikke vide af noget konstitutionelt fællesskab mellem holstenere og danske, fordi de ikke forstod hinanden. Selv mente han at blive "fuldkommen stupid" ved at høre de danske rigsråder tale. Det var da også ham, der åbent opfordrede de holstenske rigsråder til ikke tiere at møde i København, hvilket råd de fleste af dem fulgte både 1857 og 1858.
Reventlow hørte til den ret talrige klasse af holstenske herremænd, der i og for sig ikke ønskede fællesskabet med Danmark hævet, og som frem for alt ringeagtede de augustenborgske prætendenter, men hvis fortrydelse over ikke længere at kunne føre det store ord i Danmark omsider drev dem over i preussernes arme. I denne ånd vedblev Reventlow også fremdeles at udtale sig i de senere stænderforsamlinger i Itzehoe. I preussisk tjeneste ville han dog ikke indtræde, men døde halv glemt 4. februar 1873 på Jersbek.

## Ægteskaber
Han blev gift 1. gang 3. december 1834 i Berlin med komtesse Sophie Bernstorff til Neuendorf (29. januar 1807 i København – 7. marts 1857 i La Tour de Peilz ved Genèvesøen), datter af direktør i Udenrigsministeriet, greve Joachim Bernstorff (1771-1835) og Sophia H.E. Blücher (1770-1807).
Gift 2. gang 14. september 1858 på Ippenburg med baronesse Asta Georgine von dem Bussche-Ippenburg genannt von Kessell (6. april 1831 på Hackhausen – 7. oktober 1881 i Ober Stefansdorf), datter af preussisk kammerherre og landråd grev Julius Clamor Friedrich Wilhelm Carl von dem Bussche-Ippenburg genannt von Kessell til Hackhausen (1805-1861) og komtesse Thora Charlotte Auguste Julie Bernstorff (1809-1873).
Han er begravet i Sülfeld.

## Gengivelser
Reventlow er afbildet sammen med to brødre på maleri af Friedrich Carl Gröger ca. 1806 (Gut Altenhof). Afbildet på Wilhelm Heuers litografi af fællesregeringen 1848 og på træsnit 1861 af holstenske stænderdeputerede. Desuden endnu et maleri.